# 10月14日
10月14日是公历一年中的第287天（闰年第288天），离全年结束还有78天。

## 大事记

### 19世紀以前
- 1066年：法國諾曼第公爵威廉一世的部隊在黑斯廷斯戰役中擊敗哈羅德二世的英格蘭軍隊，象徵盎格魯-撒克遜英格蘭時代的結束。
- 1428年：明宣宗在宽河之战中平定兀良哈部。
- 1758年：第三次西利西亞戰爭：在霍克齊戰役中，由利奧波德·約瑟夫·馮·道恩領導的奧地利軍隊出其不意地擊敗了由腓特烈二世指揮的普魯士軍隊，迫使他們全面撤退。

### 19世紀
- 1805年：法國元帥米歇爾·內伊率領的部隊在埃爾興根戰役擊敗奧地利軍隊，使得烏爾姆包圍圈成形。
- 1806年：拿破仑一世统帅的法国「大军团」在耶拿-奥尔施泰特战役中击溃普鲁士王国军队，并在十三天后攻占柏林。
- 1851年：路透社正式在倫敦開業。
- 1854年：曾国藩率湘军击败太平天国军队，占领武昌。
- 1872年：日本東京新橋、橫濱櫻木町間鐵路通車（日语：日本の鉄道開業）[1]。
- 1888年：法國發明家路易·普林斯在英國利茲拍攝了現存最早的動態電影《朗德海花園場景》。

### 20世紀
- 1912年：美国前总统西奥多·罗斯福遇刺。
- 1918年：一战：捷克爆发大罢工，奥匈帝国开始崩溃。
- 1925年：惠州戰役：東江戰役中，國民革命軍擊敗守城的粵軍，一直以來作為粵軍大本營的惠州易手。
- 1926年：英国作家米恩创作的首部以小熊維尼为主要角色的小说首次出版。
- 1932年：白冷圳回水灌溉工事通水启用。
- 1933年：德国宣布退出国际联盟及日内瓦会议。
- 1939年：德國U-47潛艇成功以魚雷擊沉英國皇家海軍停放在蘇格蘭斯卡帕灣的皇家橡樹號戰艦。
- 1944年：受到暗杀元首阿道夫·希特勒的密谋案牵连，德国陆军元帅埃尔温·隆美尔选择自杀身亡。
- 1947年：美国空军上校查克·叶格驾驶X-1試驗機成功突破音障，进行世界首次超音速飛行。
- 1948年：中国共产党武装东北野战军向锦州发起总攻，31个小时后占领锦州。
- 1949年：中国人民解放军占领广州。
- 1951年：中美洲国家组织成立。
- 1952年：朝鲜战争：上甘岭战役开始。
- 1956年：印度「不可接觸」種性的領導人比姆拉奧·拉姆吉·安貝德卡公開皈依佛教，並成為印度佛教復興運動的領導人。
- 1960年：古巴菲德尔·卡斯特罗政府宣布将全国银行、大工业和大商业全部收归国有。
- 1964年：列昂尼德·布里茲涅夫在向尼基塔·赫魯雪夫發動政變後，繼任成為蘇聯共產黨中央委員會第一書記。
- 1968年：美國田徑運動員吉姆·海因斯於奧運會男子100公尺決賽中以9.95秒成績奪得金牌，成為採用電子計時後首位突破10秒大關的選手。
- 1972年：香港銅鑼灣大丸百貨煤氣爆炸，2死81人受傷。
- 1973年：第四次中东战争：埃及陆军攻击西奈半岛纵深地带，遭到惨重损失，以色列开始反攻。
- 1981年：穆巴拉克正式就任埃及总统，以接替8天前遇刺身亡的總統薩達特。
- 1992年：俄国公布大韓航空007號班機空難资料。
- 1993年：第一届上海国际电影节闭幕。
- 1994年：美国宣布取消对海地制裁。
- 1994年：秦始皇兵马俑二号坑开放。

### 21世紀
- 2001年：兄弟象在中華職棒12年總冠軍賽擊敗統一獅，獲得年度總冠軍。
- 2003年：中國“九五”重點建設工程—內（江）昆（明）電氣化一級鐵路幹線通過竣工驗收。
- 2004年：《中华人民共和国和俄罗斯联邦关于中俄国界东段的补充协定》签定。
- 2011年：美國總統歐巴馬宣布向烏干達等中非國家派遣100名美軍充當顧問，提供情報、建議和幫助，以協助打擊「聖靈抵抗軍」。
- 2012年：台北暗殺星擊敗南韓職業電競隊伍Azubu Frost，贏得英雄聯盟第二季世界錦標賽冠軍。
- 2021年：臺灣西南部高雄市鹽埕區「城中城」大樓發生火災，造成至少46人死亡和41人受傷。

## 出生
- 1633年：詹姆斯二世，英格蘭、愛爾蘭國王，同時也是蘇格蘭國王，稱詹姆士七世。（1701年逝世）
- 1712年：喬治·格倫維爾，英國政治人物，前任英國首相。（1770年逝世）
- 1801年：約瑟夫·普拉托，比利時物理學家、數學家。（1883年逝世）
- 1865年：瑪麗·瑪格麗特·奧賴利，美國鑄幣局女官員。（1949年逝世）
- 1867年：正岡子規，日本俳人。（1902年逝世）
- 1871年：亞歷山大·哲林斯基，奧地利作曲家、指揮家、音樂教育家。（1942年逝世）
- 1890年：，美國政治人物，第34任美國總統。（1969年逝世）
- 1892年：薩姆納·威爾斯，美國外交官。（1961年逝世）
- 1904年：蔡丁贊，臺灣醫學家、政治人物。（1993年逝世）
- 1906年：哈桑·班納，埃及政治人物，穆斯林兄弟會創辦人。（1949年逝世）
- 1906年：漢娜·阿倫特，德國政治理论家。（1975年逝世）
- 1911年：黎德壽，越南政治人物、軍人、革命家、外交官，前越南社會主義共和國、越南共產黨領導人之一，1973年諾貝爾和平獎得主。（1990年逝世）
- 1920年：張君秋，中國京劇表演藝術家。（1997年逝世）
- 1930年：蒙博托·塞塞·塞科，剛果政治人物，前任薩伊共和國總統。（1997年逝世）
- 1936年：白石冬美，日本女演員、聲優。（2019年逝世）
- 1938年：法拉赫·巴列維，伊朗末代皇后。
- 1940年：克里夫·李察，英國流行歌手、音樂家。
- 1941年：伊萊亞娜·西拉伊，羅馬尼亞女子田徑運動員。（2025年逝世）
- 1945年：洪金梅，香港已故粵劇名伶鄧永祥第四任的妻子，藝人鄧兆尊之母親。（2019年逝世）
- 1946年：弗朗索瓦·博齊澤，中非政治人物，第6任中非共和國總統。
- 1947年：楊凡，台灣、香港導演。
- 1948年：鄭耀棠，香港政界人物。
- 1949年：劉松仁，香港男演員。
- 1952年：凱亞·薩里亞后，芬蘭作曲家。（2023年逝世）
- 1952年：林義芳，台灣男演員。
- 1957年：車淑梅，香港傳媒從業員。
- 1963年：瓦倫丁·尤達什金，俄羅斯時裝設計師。（2023年逝世）
- 1965年：史提夫·庫根，英國男演員。
- 1967年：車仁杓，韓國男演員。
- 1968年：馬菲·拿鐵斯，英格蘭前職業足球員。
- 1969年：窦唯，中國音樂藝术家。
- 1969年：P·J·布朗，美國職業籃球運動員。
- 1971年：若熱·科斯塔，葡萄牙職業足球運動員。（2025年逝世）
- 1971年：于爾基·卡泰寧，芬蘭政治人物。
- 1972年：謝里卡利·布雷克舍夫，哈薩克政治人物。
- 1973年：麥玉珍，臺灣政治人物。
- 1973年：堺雅人，日本男演員。
- 1974年：伊藤計劃，日本科幻作家。（2009年逝世）
- 1976年：張震，台灣男演員。
- 1978年：保羅·亨特，英格蘭職業桌球選手。（2006年逝世）
- 1978年：亞瑟小子，美國男歌手、演員。
- 1978年：蕭瀟，香港歌手。
- 1980年：班·維蕭，英國男演員。
- 1981年：邱澤，台灣演員。
- 1982年：安又琪，中國女歌手。
- 1982年：熊乃瑾，中國女演員。
- 1983年：林丹，中國男子羽球運動員。
- 1983年：姜基榮，韓國男演員。
- 1984年：香澄果穗，日本AV女優。
- 1985年：基拉·魯季克，烏克蘭政治人物，現任烏克蘭議會議員。
- 1987年：傑·法羅，美國演員、獨角喜劇表演者、模仿藝人。
- 1988年：謝芷倫，香港女演員。
- 1990年：段林希，中國女歌手。
- 1990年：Ray，日本女歌手。
- 1993年：永瀨貴規，日本男子柔道運動員。
- 1996年：李寶君，香港女主持。
- 1994年：高柳知葉，日本女性聲優。
- 1996年：李寶珊，香港女主持。
- 1997年：白間美瑠，日本女藝人。
- 1998年：Chanmina，日本女饒舌歌手。
- 2000年：黃俊融，新加坡男歌手。
- 2001年：松永茜，日本女性聲優。

## 逝世
- 1066年：哈羅德·戈德溫森，英格蘭國王。（1022年出生）
- 1256年：藤原賴嗣，日本鎌倉幕府第5代征夷大將軍。（1239年出生）
- 1568年：阿卡代爾特，法國作曲家。（1507年出生）
- 1620年：尚寧王，琉球國中山王。（1564年出生）
- 1628年：稻葉正成，日本江戶時代前期大名。（1571年出生）
- 1944年：埃尔温·隆美尔，德国陆军元帅。（1891年出生）
- 1950年：鍾浩東，臺灣社會運動者。（1915年出生）
- 1953年：德田球一，日本共产党创建人。（1894年出生）
- 1967年：馬塞爾·埃梅，法國小說家。（1902年出生）
- 1969年：羽黑山政司，日本相撲力士，第36代橫綱。（1912年出生）
- 1984年：馬丁·賴爾，英國無線電天文學家，1974年諾貝爾物理學獎得主。（1918年出生）
- 1992年：秦牧，中國作家。（1919年出生）
- 1990年：伦纳德·伯恩斯坦，美国音乐艺术大师。（1918年出生）
- 1999年：朱利葉斯·尼雷爾，坦尚尼亞政治人物，首任坦尚尼亞總統。（1922年出生）
- 2002年：李性求，韓國男子籃球運動員。（1911年出生）
- 2003年：莫克塔爾·烏爾德·達達赫，首任茅利塔尼亞總統。（1924年出生）
- 2004年：陳蝶衣，香港作家、填詞人。（1907年出生）
- 2010年：本華·曼德博，法國-美國數學家。（1924年出生）
- 2017年：西室泰三，日本企業家。（1935年出生）
- 2018年：吳兆南，中華民國相聲大師。（1926年出生）
- 2019年：哈洛·卜倫，美國文學評論家。（1930年出生）
- 2019年：雪莉，韩国女演员、歌手，前f(x)组合成员。（1994年出生）
- 2021年：李完九，韓國政治人物，曾任韓國國務總理。（1950年出生）
- 2022年：凱·帕克，英國前色情電影女演員。（1944年出生）
- 2022年：羅比·科特瑞恩，蘇格蘭男演員、喜劇演員、作家。（1950年出生）
- 2023年：达里乌什·梅赫尔朱伊，伊朗電影導演、編劇。（1939年出生）
- 2024年：菲利普·津巴多，美國心理學家，以史丹佛監獄實驗而著稱。（1933年出生）

## 节假日和习俗
- 世界標準日
- 東正教會、希臘正教會：聖母帡幪節
- 波蘭：教師節
- 葉門：革命日
- 乌克兰：衛士日
- 白俄羅斯：母親節
- ：紅酒情人節
- 日本：鐵道之日（日语：鉄道の日），紀念日本第一段鐵路（橫濱櫻木町↔新橋）開通。[1]